# Осмонд (Вайомінг)
Осмонд (англ. Osmond) — переписна місцевість (CDP) в США, в окрузі Лінкольн штату Вайомінг. Населення — 405 осіб (2020).

## Географія
Осмонд розташований за координатами 42°40′40″ пн. ш. 110°56′26″ зх. д. / 42.67778° пн. ш. 110.94056° зх. д. (42.677896, -110.940628).  За даними Бюро перепису населення США в 2010 році переписна місцевість мала площу 8,36 км², уся площа — суходіл.

## Демографія
Згідно з переписом 2010 року, у переписній місцевості мешкало 397 осіб у 127 домогосподарствах у складі 102 родин. Густота населення становила 47 осіб/км².  Було 142 помешкання (17/км²).
Расовий склад населення:
| - 97,5 % — білих - 1,0 % — корінних американців - 0,5 % — чорних або афроамериканців |

До двох чи більше рас належало 1,0 %. Частка іспаномовних становила 1,3 % від усіх жителів.
За віковим діапазоном населення розподілялося таким чином: 34,0 % — особи молодші 18 років, 54,4 % — особи у віці 18—64 років, 11,6 % — особи у віці 65 років та старші. Медіана віку мешканця становила 32,6 року. На 100 осіб жіночої статі у переписній місцевості припадало 119,3 чоловіків;  на 100 жінок у віці від 18 років та старших — 107,9 чоловіків також старших 18 років.
Середній дохід на одне домашнє господарство  становив 70 954 долари США (медіана — 72 188), а середній дохід на одну сім'ю — 70 462 долари (медіана — 71 522). Медіана доходів становила 65 455 доларів для чоловіків та 43 884 долари для жінок. За межею бідності перебувало 48,8 % осіб, у тому числі 70,2 % дітей у віці до 18 років та 0,0 % осіб у віці 65 років та старших.
Цивільне працевлаштоване населення становило 115 осіб. Основні галузі зайнятості: науковці, спеціалісти, менеджери — 27,8 %, транспорт — 20,0 %, сільське господарство, лісництво, риболовля — 19,1 %.